# Tamil Maanila Congress
Der Tamil Maanila Congress (TMC) (Tamil: தமிழ் மாநில காங்கிரஸ் Tamiḻ Mānila Kāṅkiras [ˈt̪amɨɻ ˈmaːnilə ˈkaːŋɡɨrəs], „tamilischer Bundesstaatskongress“), offiziell Tamil Maanila Congress (Moopanar) (TMC(M)) ist eine Regionalpartei aus dem indischen Bundesstaat Tamil Nadu. Sie wurde 1996 von G. K. Moopanar als regionale Abspaltung vom Indischen Nationalkongress gebildet. Nach dem Tod Moopanars vereinigte sich der TMC 2002 wieder mit der Kongresspartei. 2014 wurde der TMC unter der Führung von G. K. Moopanars Sohn G. K. Vasan wiedergegründet.

## Der TMC von 1996 bis 2002
Der Tamil Maanila Congress spaltete sich im Vorfeld der Parlamentswahl in Indien 1996 von der Kongresspartei ab. Grund war die Entscheidung der Führung der vom indischen Premierminister P. V. Narasimha Rao geführten Kongresspartei, in Tamil Nadu ein Wahlbündnis mit der Partei All India Anna Dravida Munnetra Kazhagam (AIADMK) zu bilden. Die AIADMK regierte in Tamil Nadu seit 1991, hatte in dem Bundesstaat aber wegen einer Reihe von Korruptionsskandalen massiv an Popularität eingebüßt. Die Regionalführung der Kongresspartei in Tamil Nadu wandte sich daher gegen eine Allianz mit der AIADMK, was von der Kongress-Führung aber ignoriert wurde. Vor diesem Hintergrund gründete sich im April 1996 der TMC unter der Führung von G. K. Moopanar, einem der seinerzeit führenden Kongress-Politiker Tamil Nadus. Von der indischen Wahlkommission wurde die Partei offiziell als Tamil Maanila Congress (Moopanar) (TMC(M)) geführt.
Für die gesamtindische Parlamentswahl im Mai 1996 und die zeitgleich stattfindende Wahl des Bundesstaatsparlaments von Tamil Nadu verbündete sich der TMC mit der Partei Dravida Munnetra Kazhagam (DMK), der Hauptkonkurrentin der AIADMK. Die Parteien trafen eine Absprache, in der sie die Wahlkreise unter sich aufteilten. Bei der Wahl zur Lok Sabha durfte der TMC in der Mehrheit der Wahlkreise antreten, während bei der Wahl zum Parlament Tamil Nadus die DMK in der Mehrzahl der Wahlkreise antrat. Das TMC-DMK-Bündnis war überaus erfolgreich: Bei der Lok-Sabha-Wahl trat der TMC in 20 von 39 Wahlkreisen Tamil Nadus an und war in allen erfolgreich, bei der Bundesstaatswahl gewann er 39 von 40 bestrittenen Sitzen (bei insgesamt 234 Sitzen), während die DMK eine absolute Mehrheit erzielte und somit in Tamil Nadu eine Alleinregierung stellen konnte. Die Kongresspartei war in Tamil Nadu praktisch ausgeschaltet und ging sowohl bei den Lok-Sabha- als auch bei den Regionalwahlen in dem Bundesstaat leer aus. Auf gesamtindischer Ebene beteiligte sich der TMC nach der Wahl an der Minderheitsregierung unter Führung der Partei Janata Dal. Im Kabinett H. D. Deve Gowdas wurde der TMC-Politiker P. Chidambaram zum Finanzminister bestimmt.
Die Regierung H. D. Deve Gowdas hielt nur zwei Jahre, sodass es 1998 zu einer erneuten Lok-Sabha-Wahl kam. Bei der Wahl erneuerte der TMC sein Bündnis mit der DMK, schnitt aber deutlich schlechter ab und gewann nur 3 von 20 Wahlkreisen, in denen er antrat. Grund für das schlechte Abschneiden war der Erfolg der AIADMK, die sich mit der indienweit siegreichen Bharatiya Janata Party (BJP) verbündet hatte. Bei der erneuten Neuwahl 1999 verbündete sich die DMK mit der BJP und die AIADMK mit der Kongresspartei. Der TMC bildete eine „dritte Front“ im Verbund mit den kleineren Dalit-Parteien Puthiya Tamilagam und Dalit Panthers of India, ging bei der Wahl aber leer aus.
In Tamil Nadu näherte sich der TMC unterdessen wieder der AIADMK an. Im Jahr 2000 unterstützte er die AIADMK-Kandidaten bei den Nachwahlen für drei Sitze im Parlament Tamil Nadus. Im Vorfeld der Bundesstaatswahl 2001 schloss sich der TMC einem Bündnis unter Führung der AIADMK an. Die Entscheidung war parteiintern umstritten und führte zu einer Spaltung, bei der eine Fraktion unter der Führung P. Chidambarams den TMC verließ. Als Ergebnis der Wahl war das AIADMK-Bündnis erfolgreich. Der TMC gewann 23 von 32 Sitzen, die er bestritt.
Der Gründer des TMC, G. K. Moopanar, verstarb im August 2001. Die Parteiführung wurde daraufhin von seinem Sohn G. K. Vasan übernommen. Unter Vasans Führung vereinigte sich der TMC wieder mit der Kongresspartei. Nachdem Sonia Gandhi P. V. Narasimha Rao 1998 als Kongress-Parteichefin abgelöst hatte, hatten sich die beiden Parteien sukzessive wieder angenähert. Zuletzt hatten sich beide Parteien bei den Bundesstaatswahlen in Tamil Nadu an dem AIADMK-geführten Wahlbündnis beteiligt. Die Vereinigung von TMC und Kongresspartei wurde schließlich im August 2002 vollzogen. G. K. Vasan wurde 2004 als Bundesminister in das Kabinett Manmohan Singh berufen.

## Der TMC seit 2014

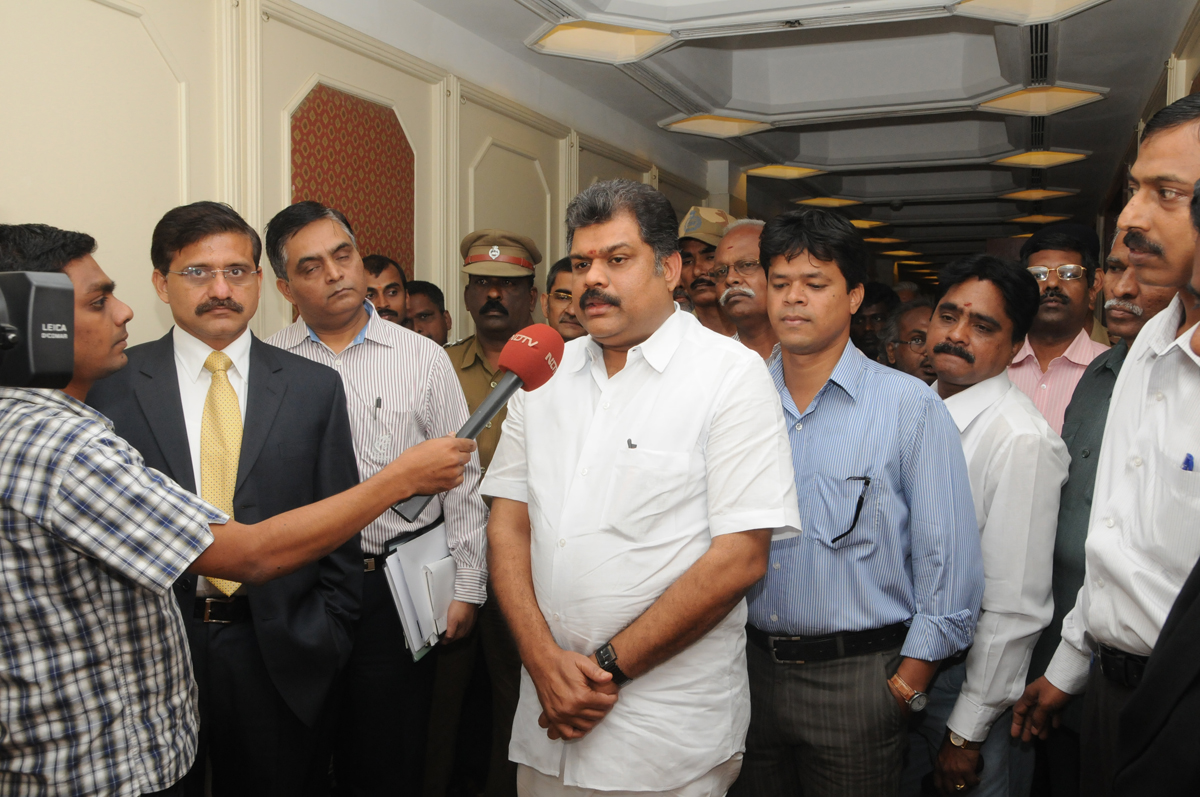
G. K. Vasan (Mitte): Führer des wiedergegründeten TMC

Im November 2014 wurde der Tamil Maanila Congress unter der Führung von G. K. Vasan wiedergegründet. Hintergrund war die katastrophale Wahlniederlage der Kongresspartei bei der Parlamentswahl in Indien 2014. G. K. Vasan äußerte, die landesweite Kongress-Führung verstünde nichts von den Problemen in Tamil Nadu. Unmittelbarer Auslöser der Abspaltung war die Entscheidung der Kongress-Führung, dass der Landesverband Tamil Nadu nicht mehr Mitgliedsausweise mit den Konterfeis von K. Kamaraj und G. K. Moopanar ausstellen durfte. Die beiden tamilischen Kongress-Politiker werden in Tamil Nadu hoch geachtet, die Entscheidung wurde daher als Affront gewertet.